# 무함마드 알리
무함마드 알리(1769년 3월 4일 ~ 1849년 8월 2일, 재위 1805년 5월 17일 ~ 1848년 3월 2일, 아랍어: مُحَمَّد عَلِي بَاشَا)는 오스만 제국의 이집트 총독으로, 이집트 마지막 왕조인 무함마드 알리 왕조의 창시자이다.
오스만 제국 영내의 마케도니아에서 출생, 군대에 입대해 이집트에서 나폴레옹의 군대와 싸웠고, 이어 알바니아인 부대의 지휘관이 되어 이집트의 봉건적 영주 맘루크를 눌러 민심을 획득하여, 1805년 술탄에게서 이집트 태수의 지위를 승인받았다. 맘루크의 토지를 몰수하여 이것으로 농업 관개(灌漑)를 비롯하여 공장의 설립, 알렉산드리아의 축항(築港), 육해군군제(陸海軍軍制) 개혁 등 이집트의 근대화에 많은 노력을 하였다. 또 1810년대부터 아라비아·수단 등 인접지대에 세력을 확대시켰으며, 그리스 독립 전쟁 때에는 술탄을 원조하였는데, 그 공에 의해 크레타섬, 키프로스섬을 획득하였다. 그러나 시리아의 통치권을 요구하여 투르크와 대립, 1831년부터 소위 동방문제를 일으켰다. 이 분쟁으로 열국(列國)의 간섭을 초래하여 1840년의 런던 4국 조약에 의해 이집트와 수단의 세습적 영유(領有)가 결정되었다. 알리는 또 프랑스의 후원을 받아 토지개혁, 근대 군대의 창설 등을 행하여 이집트의 근대화에 주력하였다.

## 생애
지금은 그리스 영토인 오스만 제국령 마케도니아 카발라의 알바니아인 가정에서 태어났다. 어린 시절 아버지를 일찍이 여의고 숙부 밑에서 자랐으나 숙부에게서 그 능력을 인정받아 카발라의 징세관으로 활동하였다. 뒤이어 나폴레옹이 이끄는 프랑스군이 이집트를 침공했다가 실패하고 철수하자 숙부에 의해 이집트를 재점령하기 위해 이집트로 파견된 카발라의 알바니아인 용병 부대의 부사령관으로 임명되었다.
이집트에 온 알리는 당시 혼란스러웠던 이집트 상황 속에서 자신의 권모술수를 한껏 발휘하여 이집트의 권력을 장악하는데 성공했고 혼란스러운 이집트를 평정한 공으로 1805년 술탄 셀림 3세로부터 이집트 태수를 임명받았다. 이후 알리는 현지 군벌로 군림해온 맘루크들을 숙청하고 독재권력을 강화해 사실상 국왕으로 군림했으며, 총독직을 세습하기 위해 오스만 제국과 전쟁하기도 했다. 또한 이집트의 근대화에 많은 족적을 남겼다.
당시 이집트는 셀림 1세가 맘루크 왕조를 멸망시키고 이집트를 영토로 편입한 이래 오스만의 지배 하에 있긴 했었으나 실질적으로는 맘루크 왕조 멸망 이후에도 계속해서 특권층으로 군림하던 맘루크들이 반자치적으로 다스리던 지역이었다. 수도 코스탄티니예에서 직접 파견한 태수한테 반항적으로 굴고 수틀리면 반란을 일으키는 맘루크는 아주 큰 골칫거리였다. 특히 1760년대 들어서 알리 베이 엘 케비르와 그의 부관 무함마드 베이 (아부 앗 다하브)가 연이어 '셰이크 알 빌라드' (국가의 원로)라는 직함에 올라 실권을 장악하였고, 조정이 보낸 총독은 허수아비로 전락하였다. 1768년에는 오스만이 러시아와의 전쟁에 돌입하자 알리 베이와 팔레스타인의 군벌 자히르 알 우마르는 러시아 제독 오를로프와 동맹을 맺어 본격적인 반란에 나서기도 하였다.
1772년 알리 베이를 축출하고 집권한 후 조정과 타협하던 무함마드 베이가 1775년 사망한다. 그 후 그의 부하들인 무라드 베이와 이브라힘 베이가 알리 베이의 심복이던 이스마일 베이와의 내전 끝에 1778년 연립 정권을 세우며 대놓고 조정과 반목하였다. 하지만 맘루크의 저항을 분쇄하고 이집트를 중앙정부에 귀속시키는 일은 당시 서서히 기울어가고 있던 오스만의 상황으로는 불가능한 상황이었다. 1786년 하산 파샤(팔레스타인의 호족 자히르 알 우마르의 반란을 진압한 유능한 제독) 휘하의 부분적으로 근대화된 함대를 보내어 이집트를 장악, 이스마일 베이를 옹립하는데 성공한다. 그러니 이듬해 재차 러시아와 전쟁이 터지며 오스만 주둔군이 철수하자 1791년 무라드 & 이브라힘 베이의 연립 정권이 부활하였다.
그런데 1798년 뜬금없이 나폴레옹이 이집트를 침공해와 맘루크를 박살을 내버리더니 그 나폴레옹은 영국군한테 쫓겨 프랑스 본국으로 돌아가고 영국군 역시 얼마 안 가 이집트에서 철수하자 이집트에는 권력의 공백이 발생하였다. 맘루크가 쇠약하진 틈을 타 이집트를 장악하려는 중앙정부와 이집트의 권력을 되찾으려는 맘루크 사이에 충돌이 발생하였다. 이집트 한가운데에 있던 무함마드 알리에게 이 권력 공백은 자신에게 충성하는 알바니아인 용병을 이용해 이집트를 장악할 절호의 기회였다.
이런 상황에서 알리는 정적들을 하나씩 제거한다. 특히 당시 이집트의 토착 지배층이었던 맘루크의 숙청 과정은 기술할만 하다. 그는 먼저 자신이 연출한 약탈을 통해 울라마, 상인, 민중을 선동해 맘루크를 몰아냈다. 또한 당시 제국 행정부가 임명한 이집트 태수를 허수아비로 만든 뒤 자신이 이끄는 알바니아인 부대를 통해 이집트 전역에 조세행정을 설치한다. 이러한 과정에서 발생한 반란들은 알바니아인 부대를 보내 진압하면서 동시에 알바니아인 군인들이 혹시나 딴 맘을 먹지 못하도록 견제한다.</ref>이후 메흐메드 알리는 수단을 정복한 이후 알바니아인 군인 상당수를 수단으로 파견하여 징세 업무를 맡김으로써 보상 및 견제를 동시에 해결했다. 종국에는 몰아냈던 맘루크들에게 환영식을 열어준다는 이유로 카이로에서 학살을 일으켜 이집트에서 절대권력을 구축한다.</ref> 이를 통해 몽골 제국군의 침공 이후 이 지역을 오랫동안 지배했던 맘루크 계층은 완전히 소멸되었다.
이집트 태수가 된 알리는 맘루크와 친오스만파를 동시에 숙청한 이후 혈족과 가신을 중심으로 이집트의 정권을 다졌고, 동시에 자신의 영지가 된 이집트의 사회와 경제를 전면적으로 재조직한다. 이집트의 주요 수자원인 나일강을 대대적으로 정비하고 농민을 동원해 면화와 곡물 재배에 투입하며, 무역 독점으로 발생한 차익을 인프라와 교육, 산업, 보건, 국방에 전면적으로 투자하여 이집트를 탈바꿈시킨다. 또한 서유럽에서 무기를 수입하고 장교까지 초빙해 훈련을 실시하면서 이집트군을 근대화시켰다. 그러면서도 동시에 코스탄티니예의 중앙정부에 거스르는 독자행보를 보이기 시작하는데 일례로 한때 이집트의 주요 언어였으나 이슬람화 이후 콥트교 전례용 언어로 전락한 콥트어 부흥 운동을 적극 지원하기도 하였다. 코스탄티니예의 중앙정부는 알리의 독자행보를 못마땅하게 생각했으나 알리의 군사력과 이집트의 안정된 세입에 그를 용인했다. 나아가 적극적으로 근대화를 추진하는 이집트의 성과에 강한 인상을 받고 비슷한 정책을 추진하지만 이집트와 같은 성과를 낼 수는 없었다.
하지만 이러한 성과의 이면에는 무함마드 알리의 강압적인 정책이 있었다. 나일강 정비 과정에서 수많은 노동자들을 죽음으로 내몰았고, 관세로 이집트의 산업을 보호하며 성장시켰으나 대부분의 노동자들은 강제동원된 이들이었다. 의무교육을 위해 아이들을 강제로 부모와 떨어뜨렸으며 이집트의 강력한 군사력의 뒤에는 인구의 약 2.6%를 열악한 처우의 군대에 강제로 집어넣는 비인간적인 징병이 있었다. 징병 명령에 대해 저항하기라도 하면 무함마드 알리는 유혈진압으로 대응했으며 심지어 병역을 피하고자 자발적으로 불구가 된 이들을 모아 불구자 부대를 편성하기까지 한다.
알리는 이후 자신의 개혁을 통해 재조직한 이집트의 군사력을 바탕으로 본격적으로 실력 행사에 나섰다. 1805년 와하브파를 신봉하며 훗날 사우디아라비아를 세우는 네지드의 사우드 가문이 아라비아 반도에서 반란을 일으켜 메카와 메디나, 두 성지를 점거하자 오스만의 술탄 무스타파 4세는 무함마드 알리에게 사우드 가문의 반란을 진압할 것을 명했다. 기존의 모든 질서를 뒤집으려는 근본주의 종파인 와하브파의 등장은 칼리프 칭호를 가지고 있던 오스만 제국뿐만 아니라 아라비아와 지척인 이집트에서 한창 기반을 다지고 있는 무함마드 알리 자신에게도 충분한 정치적 위협이었다. 또한 중앙정부를 대신해 반란을 진압하면서 중앙정부의 호의를 얻어 정치적 입지를 쌓을 수도 있었으며 마지막으로 이미 쇠퇴를 시작해 일개 오지에서 일어난 근본주의자 반란을 진압할 수도 없다는 것이 드러난 중앙정부가 손을 뻫지 못하는 공백 지역을 차지하여 세력을 야금야금 불릴 수도 있었다. 따라서 무함마드 알리는 술탄의 명을 받들어 와하브 반란 진압에 나선다.
그 와중에 1807년 영국이 나폴레옹 전쟁의 영향으로 이집트에 원정군을 보내 공격하자 격렬하게 저항하여 물리치기도 했다.
1811년 무함마드 알리는 자신의 장남 이브라힘 파샤를 사령관으로 한 진압군을 헤자즈에 파견하였고 1년여 만에 헤자즈를 수복하였다. 사우드 가문이 이끄는 반란군은 와해되었고 곧바로 이집트 진압군은 사우드 가문의 근거지인 네지드를 휩쓸었다. 알리는 훗날 반란의 씨를 남기지 않도록 사우드 가문을 추격하여 말살할 것을 명령해 2년여에 걸친 아라비아 전체를 헤집는 추격전 끝에 사우다 가문의 구성원 대부분이 포로로 잡혀 처형당한다. 그리고 사우드 가문의 저항 역량은 이 때 무함마드 알리에 의해 뿌리채 뽑히는 바람에 이후 19세기 말까지 사우드 가문은 숨죽여 지내며 세력을 다시 키우게 된다.
사우드 가문의 반란을 진압한 것을 계기로 무함마드 알리는 점차 자신의 군주인 술탄의 지시에서 벗어나 자신의 뜻대로 군대를 움직이기 시작한다. 자신의 세력을 불리기 위해 다음 먹잇감을 노리던 알리의 눈에 띈 다음 목표는 수단이었다. 수단은 각종 자원과 금, 노예가 풍부하지만 이집트에게 저항할 만한 강력한 세력을 갖추지 못하고 분열되어 있었기 때문에 침공 목표로 아주 적당한 땅이었다. 1820년 알리는 5천여 명의 군대를 수단에 파견하여 수단 정복을 명령했다. 수단을 침공한 이집트군은 센나르 술탄국을 멸망시키고 수단을 이집트의 영향권으로 편입시켰다. 이후 수단은 1956년 수단 공화국으로 독립할 때까지 이집트의 보호 하에 들게 된다.
한편 1821년 그리스에서는 오스만의 지배에서 벗어나 독립을 시도한 반란이 일어났다. 오스만 제국은 예전에도 그리스에서 반란이 여러번 일어났으나 모두 진압에 성공한 만큼 마찬가지로 그리스의 반란 진압에 나섰으나 이번에는 예전과 달리 그리스 독립군의 격렬한 저항에 쉽게 진압이 되지 않았다. 그리스인들의 격렬한 저항에 당황한 술탄 마흐무트 2세는 알리에게 지원을 요청했다. 알리는 본국에 지원군을 보내주는 대가로 크레타와 모레아를 얻으며 자신의 이집트 총독 자리를 임명직에서 세습직으로 바꿔달라고 요구했고 한시가 급했던 술탄은 메흐메트의 요구를 수용했다.
곧바로 알리는 이브라힘 파샤를 사령관으로 한 지원군을 그리스로 파견한다. 하필이면 이 때 그리스는 지휘권을 두고 독립군끼리의 내전이 벌어지는 바람에 내전의 피해를 극복하지 못한 상태에서 오스만 - 이집트 연합군과 맞서 싸워야했고 결국 대부분의 장악지역을 빼앗기고 오스만 - 이집트 연합군에게 진압당하기 일보 직전까지 간다. 그리스에서 이집트군은 가는 곳마다 대대적인 학살과 약탈, 파괴를 일삼았으며 사로잡힌 그리스인들은 모두 노예시장에서 노예로 팔아치웠다. 무함마드 알리는 아예 자신의 그리스 지배를 영구화하기 위해 그리스인들을 모조리 죽이고 이집트인들을 차출해 그리스에 정착시키려 기도하기도 했다.
이 순간 오스만-이집트 연합군의 잔혹행위에 국내 여론이 시끌벅적해진 영국, 프랑스, 러시아의 3대 열강이 그리스 독립군의 편을 들어 그리스 독립 전쟁에 개입하였다. 3대 열강은 오스만-이집트 연합군에게 반란 진압을 중단하고 그리스를 오스만 산하의 자치국으로 남기는 내용의 타협안을 제시했다. 하지만 기껏 반란 진압 직전까지 왔는데 이제 와서 도루묵 상태로 돌아가기 싫었던 오스만과 이집트는 열강의 제안을 당연히 거부했다. 이에 열강은 자신들의 요구를 거부한 댓가를 나바리노 해전으로 치르게 해주었으며 이후 자신들의 군사력으로 그리스 일대의 오스만 - 이집트 연합군을 차례차례 무장해제시켰다. 열강은 그리스 민족에게 자결권이 있음을 선포하였으며 이후 직접 나선 러시아는 오스만에 전쟁을 선포하여 오스만을 박살내버리고 러시아와의 전쟁에서 무참하게 패배한 오스만은 마지못해 그리스의 독립을 인정했다.
기껏 술탄을 도와서 전쟁에 참전했더니만 전쟁에서는 져버리고 콩고물 하나 얻지 못한 무함마드 알리는 대신 시리아라도 내놓고 자신이 맡고 있는 이집트 태수직을 자식들한테 물려줄 수 있게 세습직으로 바꿔줄 것을 요구했다. 술탄이 이를 거부하자 분노한 무함마드 알리는 1831년 대대적으로 반란을 일으킨다. 프랑스 장교들이 지휘하는 이집트군은 연이은 전쟁의 충격으로부터 아직 헤어나오지 못한 오스만군을 격파하고 순식간에 시리아와 팔레스타인을 점령했다. 아무리 오스만 제국이 개혁이 완료되지도 않았고 예니체리가 남긴 상처가 여러곳에 남아있었다고는 하나 어처구니 없는 졸전이었다. 이집트군은 기세를 몰아 오스만 제국의 수도 코스탄티니예로 진격했고 오스만의 본토 격인 아나톨리아 중부의 콘야까지 진출했다. 알리를 막을 수단이 없어진 마흐무트는 다급하게 러시아에 지원을 요청했고 러시아는 이에 화답해 아나톨리아로 내려와 이집트군을 가로막았다. 여기에 러시아가 오스만을 자신들의 영향권에 집어넣어 완전히 지중해로 내려올 것을 우려한 영국과 프랑스 역시 개입해 무함마드 알리와 마흐무트 2세에게 휴전하라고 압력을 넣었다. 결국 1833년 휴전 결과 오스만은 국체를 보전하고 이집트는 형식적인 속령으로 남았으나 크레타와 시리아, 헤자즈 등을 통째로 메흐메트 알리에게 내주어야 했다.
이후 마흐무트 2세는 무함마드 알리한테 복수하고 잃어버린 영토를 되찾기 위해 자신이 지도하는 탄지마트 개혁을 가속하여 대대적인 근대화에 돌입하였고 무함마드 알리는 무함마드 알리대로 아예 오스만과의 주종관계를 완전히 청산하고 이집트의 독립을 꿈꾸기 시작했다. 오스만과 이집트 사이에 다시 전쟁의 분위기가 무르익기 시작했고 휴전을 맺은지 6년 후인 1839년, 근대화가 얼추 끝났다고 생각된 마흐무트는 8만 대군으로 시리아 침공을 지시한다. 그러나 그러한 기대를 비웃기라도 한듯이 오스만군은 네지브 전투에서 4만여 명의 이집트군에게 무참하게 패배하였고 알렉산드리아를 봉쇄하기 위해 출항했던 오스만 해군은 함대 전체가 알리에게 투항하는 바람에 마흐무트 2세는 홧병으로 지병이던 결핵이 악화되어 사망했다고 전해진다.
급사한 마흐무트의 뒤를 이어 어린 나이의 압뒬메지트 1세가 갑작스럽게 술탄 자리에 올랐고 권력의 공백을 틈타 무함마드 알리는 옛 이집트-시리아 왕국을 재건하여 독립하는 것을 넘어서서 아예 코스탄티니예까지 정복하여 오스만의 뒤를 이은 새로운 이슬람 제국을 세우겠다는 야망을 품기 시작했다. 하지만 19세기 세계 최강대국 영국의 입장에서 오스만은 러시아가 지중해로 내려오는 것을 막는 방파제로서의 가치가 있었다. 그런 오스만이 프랑스의 지원을 받는 이집트에 의해 완전히 와해되어 힘의 균형이 무너지는 것을 막기 위해 영국은 오스만의 편을 들어 개입하였으며 오스만과 동맹 관계이던 러시아, 그리고 또다른 열강인 오스트리아 제국, 프로이센 왕국까지 이 사태에 개입해 무함마드 알리에게 시리아 영유를 조건으로 이쯤에서 그만두라고 요구했으나 프랑스라는 뒷배를 두어 자신만만하던 무함마드 알리는 물러서지 않았다.
결국 영국이 대규모 함대를 파견하여 이집트와 시리아 해안을 쑥대밭으로 만들고 열강 연합군에 의해 이집트군이 크게 패하자 결국 무함마드 알리는 열강의 요구사항을 받아들여 이집트는 오스만 제국의 형식적인 속령으로 남으며 크레타와 시리아, 헤자즈를 반환하고 군대 규모를 축소한다. 그러나 처음 전쟁의 목표였던 이집트 태수직의 세습이라는 목표는 달성하는데 성공했다.
이후 이집트는 여전히 형식적으로는 오스만 제국의 속령이긴 하지만 사실상 오스만 제국에서 분리독립하게 된다. 메흐메트 알리와 그의 후손들은 1956년까지 이집트를 다스리게 되었으며 이집트의 왕은 아니고 태수(Khediv)라는 칭호를 사용했지만 사실상 한 나라의 독립군주나 다름없었다.</ref>이집트가 술탄을 칭하게 된 건 오스만이 완전히 재기불능 상태가 된 1915년, 왕을 칭하게 된 건 영국으로부터 완전히 독립한 1922년이었다.</ref> 다만 이집트는 이후로도 여전히 오스만에게 정기적으로 세금을 납부했으며, 1860년대까지 오스만 제국 전 속령중 가장 세입이 높은 지역이 남동유럽 다음으로 바로 이집트였다. 이집트는 영국의 보호령으로 전락한 1880년대에 세금 납부를 중단하였으며 이는 오스만의 세수를 감소시켜 경제에 큰 타격을 주었다.
1848년 장남 이브라힘 파샤에게 태수 자리를 양위했으나 이브라힘 파샤가 결핵에 걸려 아버지보다 먼저 사망하고 차남 투순 파샤의 아들인 손자 압바스 파샤에게 태수 자리가 돌아갔다. 1849년 8월 2일 알렉산드리아에서 사망하여 시신은 카이로의 무함마드 알리 모스크에 안장되었다.

## 같이 보기
- 무함마드 알리 왕조
- 이집트 에얄라트